# 15 Dywizja Artylerii Obrony Przeciwlotniczej
15 Dywizja Artylerii Obrony Przeciwlotniczej (15 DA OPL) – związek taktyczny artylerii przeciwlotniczej Sił Zbrojnych PRL.

## Formowanie i zmiany organizacyjne
Formowanie dowództwa dywizji rozpoczęto w 1952 roku we Wrocławiu (OK Nr IV). Pułki artylerii zostały przekazane z rozformowywanego 7 Korpusu Artylerii OPL. W skład dywizji weszły również samodzielne pułki artylerii OPL okręgu.

## Struktura organizacyjna dywizji
- dowództwo 15 Dywizji Artylerii OPL we Wrocławiu
- bateria dowodzenia 15 DA OPL we Wrocławiu
- 3 pułk artylerii OPL w Poznaniu
- 14 pułk artylerii OPL w Zgierzu
- 98 pułk artylerii OPL we Wrocławiu
- 99 pułk artylerii OPL w Ząbkowicach Śląskich